# تاریخ یهودیان در مراکش

نقشه جوامع تاریخی یهودی در مراکش

تاریخ یهودیان در مراکش به دوران باستان بازمی‌گردد. پیش از تأسیس اسرائیل در سال ۱۹۴۸، حدود ۲۵۰٬۰۰۰ تا ۳۵۰٬۰۰۰ یهودی در این کشور زندگی می‌کردند که باعث شده بود مراکش دارای بزرگترین جامعه یهودی در جهان اسلام باشد اما تا سال ۲۰۱۷ فقط حدود ۲٬۰۰۰ نفر باقی مانده بودند. یهودیان در مراکش که اصالتاً به زبان‌های بربری، عربی یهودی-مراکشی یا یهودی-اسپانیایی تکلم می‌کردند، اولین کسانی بودند که زبان فرانسوی را در اواسط سده نوزدهم در جوامع خود پذیرفتند و برخلاف جمعیت مسلمان زبان اصلی جامعه یهودی، فرانسوی بود.

## تاریخ

### ریشه‌ها
برخی باور دارند که این احتمال وجود دارد برخی از یهودیان پس از تخریب معبد اول در سده ششم پیش از میلاد یا تخریب معبد دوم در سده اول م. به آفریقای شمالی فرار کرده باشند. همچنین ممکن است که آنها با قایق‌های فنیقی (۱۵۰۰ پیش از میلاد – ۵۳۹ پیش از میلاد) وارد شده باشند. یک نظریه وجود دارد که ابن خلدون آن را پشتیبانی می‌کند، مبنی بر اینکه یهودیان، مراکشی بومی و از قوم بربر بودند که به یهودیت گرویدند، اگرچه هنوز سؤال در مورد اینکه چه کسی آنها را به یهودیت تبدیل کرده‌است، باقی است و این نظریه توسط اکثر محققان رد شده‌است. اسکان یهودیان در افران اطلس-صغیر، به ۳۶۱ سال پیش از میلاد مسیح بازمی‌گردد و اعتقاد بر این است که این جامعه قدیمی‌ترین جامعه یهودی در مراکش کنونی است.

### تحت چیرگی رومی‌ها

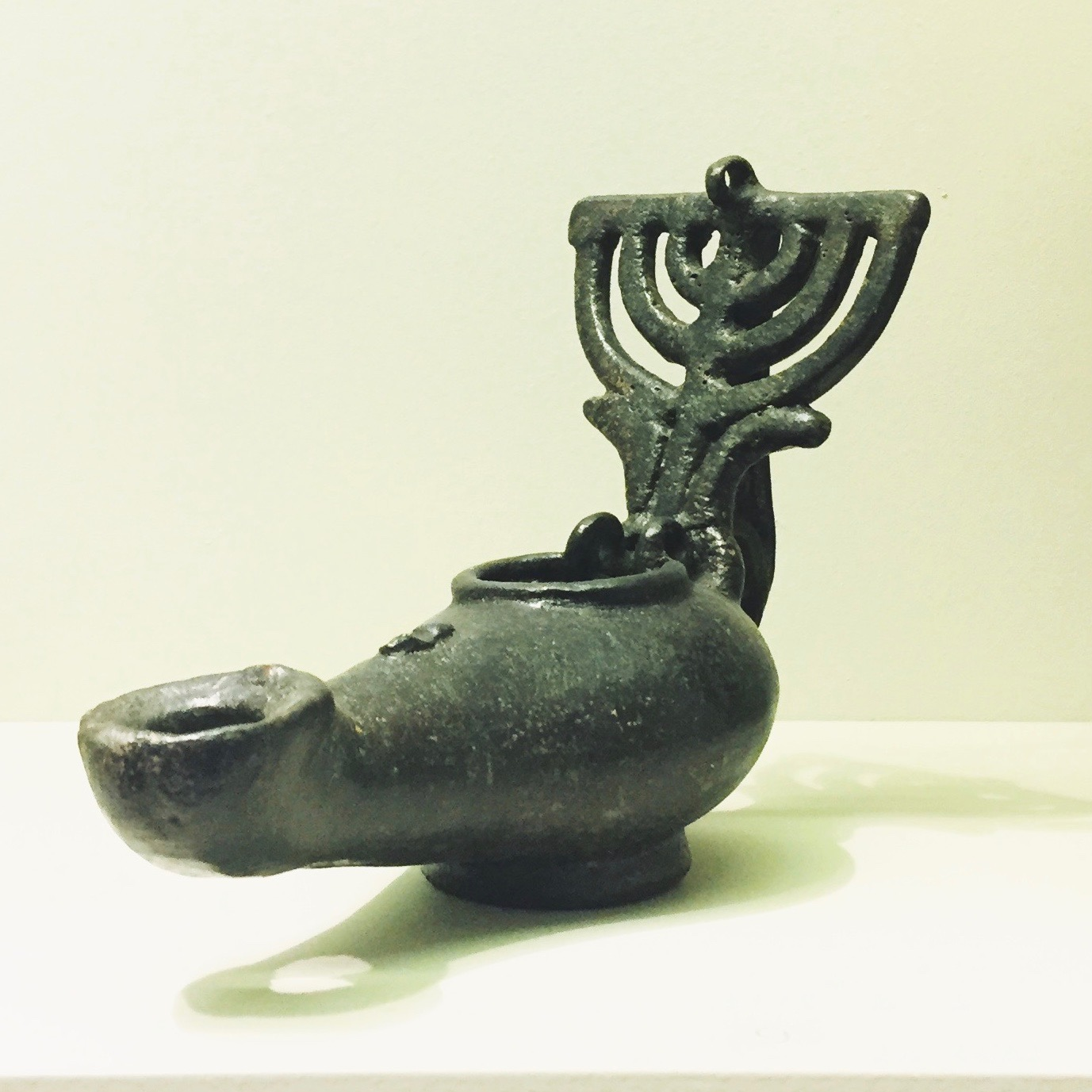
یک چراغ روغنی مسی دوره رومی به شکل منورا، که در ویرانه‌های ولیلی پیدا شده‌است

اولین شواهد انکار ناپذیر حضور یهودیان در مراکش کنونی، به صورت سنگ نبشته‌های سنگ قبر به زبان عبری در ولیلی و ویرانه‌های کنیسه سده سوم، به اواخر دوران باستان برمی گردد. امیلی گوتریچ ادعا می‌کند که مهاجرت یهودیان به مراکش پیش از شکل‌گیری کامل آیین یهودیت است، زیرا تلمود «میان سالهای ۲۰۰ تا ۵۰۰ میلادی نوشته شده‌است».
زبانهای عبری یا آرامی که توسط یهودیان استفاده می‌شد ارتباط تنگاتنگی با زبان پونی کارتاژیان داشت. بسیاری از یهودیان نیز در میان بربرها ساکن شدند و زبانهای آن‌ها را پذیرفتند. بعداً، تحت سلطه رومیان و (پس از سال ۴۲۹) وندال‌ها، تعداد یهودیان موریتانی افزایش یافته و رونق یافتند.
همزمان با تصویب مسیحیت توسط دولت روم، مجالس کلیسای کارتاژ سیاستهایی را اتخاذ کردند که نسبت به پیروان یهودیت تبعیض‌آمیز بود. فرمان آزار و اذیت یوستینیان برای آفریقای شمالی که پس از سرنگونی حکومت وندال و به دست گرفتن موریتانی تحت سلطه بیزانس (۵۳۴) صادر شد، علیه یهودیان و همچنین آریاینیست‌ها، دوناتیست‌ها و سایر مخالفان بود.
در سده هفتم میلادی به جمعیت یهودی مراکش به خاطر فرار کردن مردم از شبه جزیره ایبری و حملات ویزیگوت‌ها افزوده شد. در اواخر همان سده و همزمان با فتوحات اعراب، به گفته تاریخدانان یهودیان زیادی در مراکش زندگی می‌کردند.

### فتح اعراب و ادریسیان (۷۰۳–۱۱۴۶)
از آنجا که شهر فاس در سال ۸۰۸ م تأسیس شد، جمعیت متنوعی از سراسر منطقه را به خود جلب کرد و در میان آنان یهودیانی بودند که از توانایی‌های تجاری خود برای کمک به اقتصاد جدید توسعه یافته کمک می‌کردند. آنها در شهرستان فاس ال بالی در فاس، سکونت گزیدند و با تشکیل یک جامعه پایدار، بخشی جدایی ناپذیر از زندگی شهرستان شدند. دوران طلایی جامعه یهودیان در فاس تقریباً سیصد سال از سده ۹ تا ۱۱ ادامه داشت. یشیوا (مدارس دینی) آن دانشمندان، شاعران و دستور زبانان درخشان را به خود جلب کرد. این دوران طلایی در سال ۱۰۳۳ با کشتار روبرو شد، که توسط کتابخانه مجازی یهود به عنوان یک اتفاق منفرد توصیف شد، علت اصلی آن اختلافات سیاسی بین قبایل مغراوه و ایفرنید بود.

### تحت چیرگی مرابطون
مرابطون (عرب. المورابیتون؛ «جنگجو-راهبان»)، کنفدراسیون بربر قبایل از گروه شنهجه بودند که در بیابان صحرای مراکش زندگی می‌کردند. شور و حرارت مذهبی و توانایی‌های جنگی آنها را قادر می‌ساخت تا در سده‌های ۱۱ و ۱۲ امپراطوری مهیبی در مراکش و اندلس ایجاد کنند. غیرت اسلامی کلامی آنها را به یحیی بن ابراهیم، رهبر معنوی آنها، و همچنین به علیم (عالم دین) عبدالله بن یاسین نسبت می‌دهند. مرابطون آغشته به غیرت اسلامی، مراکش و بخشهای عمده الجزایر غربی را بین سالهای ۱۰۵۴ تا ۱۰۹۲ فتح کردند. در سال ۱۰۶۲ آنها مراکش را به پایگاه عملیاتی و سرمایه مذهبی خود تبدیل کردند. از آن پس، رهبران اصلی آنها لقب امیرالمسلمین («فرمانده مسلمانان») را پذیرفتند، اما با این وجود همچنان حقانیت یک مرجع عالی‌رتبه را در اسلام به رسمیت شناختند: خلیفه عباسی در عراق که لقب امیرالمؤمنین («فرمانده مومنان») به او اعطا شده بود. در اواخر سده یازدهم بود که مسیحیان کاستیلایی که مناطقی از اسپانیا را در آغوش داشتند، شروع به به چالش کشیدن اقتدار مرابطون و تجاوز به سرزمین‌های آنها کردند. رهبران مرابطون موفق شدند موقتاً مسیحیان را عقب برانند و برنامه‌های آنها برای فتح شهرهای کلیدی مانند قرطبه و تولدو را با شکست مواجه کنند.
به استثنای والنسیا، اندلس تحت کنترل مرابطون باقی ماند. با وجود این، شاید ضعیف‌ترین جنبه حکومت مرابطون در اسپانیا و مغرب این واقعیت باشد که آنها اقلیت بربر مسلمان بودند و مسئولیت امپراتوری اسپانیایی و عرب را بر عهده داشتند. با گذشت زمان، آنها به سختی می‌توانستند از تمام دارایی‌های سرزمینی خود در برابر فتح مجدد مسیحیان محافظت کنند، به ویژه پس از سقوط ساراگوسا در سال ۱۱۱۸. علاوه بر این، در سال ۱۱۲۵ موحدون (کسانی که طرفدار «وحدت الله») بودند، اتحادیه‌ای از قبایل بربر رقیب، علیه آنها در کوه‌های اطلس شورش کردند. به دنبال یک مبارزه طولانی و جنگ بی‌وقفه، موحدون در سال ۱۱۴۷ مرابطون را شکست دادند. آنها مراکش را به پایتخت خود تبدیل کردند و اقتدار خود را به اندلس گسترش دادند.
موقعیت یهودیان تحت سلطه مرابطون ظاهراً عاری از سوء استفاده‌های اساسی بود، هرچند گزارش‌هایی در مورد افزایش خصومت اجتماعی علیه آنها — به ویژه در فاس — وجود دارد. برخلاف مشکلاتی که یهودیان در دوران حکومت موحدون (سلسله جانشین مرابطون) با آن روبرو شده‌اند، شکایت واقعی بسیاری از زیاده خواهی، زورگویی، یا سوء نیت از سوی مقامات نسبت به جوامع یهودی وجود ندارد. با این وجود باور بر این است که یوسف بن تاشفین یهودیان مقیم پایتخت مراکش را از زنگی در پایتخت منع کرد. برای آنها مجاز بود در آنجا تجارت کنند، اما اگر یک یهودی در ساعات شب در شهر گرفتار شود مجازات اعدام دارد.
در زمان مرابطون، برخی از یهودیان رونق یافتند (اگرچه در دوران علی سوم بسیار بیشتر از پدرش یوسف بن تاشفین). در میان کسانی که عنوان «وزیر» یا «ناصح» در زمان مرابطون شاعر و پزشک ابو ایوب سلیمان بن معلم، ابراهیم بن معیر بن کمنیال، ابو اسحق بن مهاجر و سلیمان بن فاروسال بودند.

### تحت چیرگی خلافت موحدون (سال ۱۱۴۶ تا سده ۱۵)
مقام ذمی، که خواستار پرداخت جزیه (مالیات برای غیرمسلمانان) در ازای سطح معینی از حمایت از اقلیت‌های مذهبی بود، تحت سلطه سخت سلطنت موحودن، که در سال ۱۱۴۶ به قدرت رسید، پایان یافت. در عوض، موحدون یهودیان را مجبور به انتخاب بین مسلمان شدن یا مرگ کردند، و بسیاری از یهودیان را مجبور به تغییر دین کردند یا حداقل وانمود کردند. به دلیل شباهت‌های فراوان میان اعمال یهودی و اسلامی، یهودیان احساس می‌کردند که می‌توانند مخفیانه اقدامات یهودی خود را تحت عنوان اسلام حفظ کنند. به عنوان مثال، نام‌هایی مانند بنچکرون (در ابتدا چوکرون یا چوکرون یا چکرون بسته به تلفظ)، ال کوهن و کاباج اصالتاً یهودی بودند. گفته می‌شود که ابن میمون، که به همراه پدرش در فاس اقامت داشته‌اند، برای دلجویی و تشویق برادران و هم کیشان خود در این زمان ظلم به جوامع نامه نوشتند. در مرثیه یادشده ابراهیم بن عزرا، که به نظر می‌رسد در آغاز دوره موحدان نوشته شده‌است، از شهرستانهای مراکش مانند سئوتا، مکناس از رودخانه درا، فاس، و سجلماسه به خصوص تأکید دارد که در این مناطق یهودیان آزار و اذیت بسیاری می‌شدند. جوزف هاکوهن اظهار می‌کند که هیچ بقایای اسرائیل از طنجه تا مهدیه باقی نمانده‌است.
حکم‌رانی موحدون یک فاجعه و رنج سخت برای جامعه یهودیان مراکش بود. آنها به عنوان کافر و بی‌دین شناخته شده بودند و همین بهانه‌ای برای آزار و اذیت آن‌ها شده بود و راه فرار زیادی نداشتند.

### تحت چیرگی مرینیان
سلسه مرینیان یک گروه از بربرهای زناته بودند که از سده ۱۳ میلادی تا سده ۱۵ بر مراکش حکومت کردند.
مرینیان در سال ۱۲۴۴ میلادی موحدون را شکست دادند و برای مدت کوتاهی در اواسط سده ۱۴ کنترل کل مغرب را در دست داشتند. آن‌ها از امیرنشین غرناطه در آندلس در سده‌های ۱۳ و ۱۴ حمایت کردند. تلاش‌هایی برای بازپس‌گیری طرف اروپایی تنگه جبل‌الطارق انجام شد اما با شکست در نبرد ریو سالادو در سال ۱۳۴۰ و فتح آلخسیراس به دست تاج کاستیا در سال ۱۳۴۴ به کل فراموش شد.
در دوران حکومت مرینیان یهودیان توانستند به دین و آیین خود بازگردند و به مقام ذمی برگشتند. آن‌ها توانستند زندگی و جوامعشان را باری دیگر درست کنند و به امنیت و عادی بودن پیشین بازگشتند و همچنین با سلاطین مرینی روابط قوی‌ای داشتند. زمانی که اوباش متعصب پیشین به یهودیان در سال ۱۲۷۵ حمله کردند، سلطان مرینی ابو یوسف یعقوب بن عبدالحق شخصاً برای دفاع از یهودیان مداخله کرد. فرمانروایان این سلسله خیرخواهانه سفیران یهودی پادشاهان مسیحی اسپانیا را پذیرفتند و یهودیان را در میان نزدیک‌ترین درباریان خود پذیرفتند. با این حال، هیچ واکنشی علیه یهودیان مراکشی در نتیجه اعدام متدینان قدرتمند آنها وجود نداشت. آن‌ها دلیل عمده پیشرفت و کامیابی کشور بودند. تجارت طلای صحرا و تجارت با کشورهای مسیحی که بسیار باارزش بود، بیشتر زیر نظر یهودیان بود. آنها علاوه بر جزیه (مالیاتی که توسط غیرمسلمانان پرداخت می‌شود)، بابت واردات و صادرات خود مبالغ هنگفتی به عنوان حقوق گمرکی به خزانه پرداخت می‌کردند. در مناطق دورافتاده، به ویژه در منطقه کوهستان اطلس که جمعیت زیادی از یهودیان با منشأ اولیه وجود داشت، یهودیان نفوذ زیادی در هر دو حوزه سیاسی و معنوی داشتند. فیزیکدانان یهودی از شهرت خوبی برخوردار بودند.
آخرین حکم‌ران دودمان مرینیان، عبدالحق دوم، به یهودیان مقامات بالایی همچو وزیر منسوب کرد و این امر باعث خشم بسیاری از مسلمانان شد. گفته می‌شود که یهودیان با استفاده از مقامات بالایشان متکبر شدند و از آن برای دستور دادن و حکم‌رانی بر مسلمانان استفاده کردند. بسیاری از مفتی درخواست کردند که برای کشتار یهودیان یک فتوا صادر کند و او چاره‌ای به جز فتوا دادن نداشت. این اتفاقات باعث شورش مراکشی در سال ۱۴۶۵ و یکی از بدترین کشتارها در تاریخ مراکش شد.

### تبعید یهودیان از اسپانیا

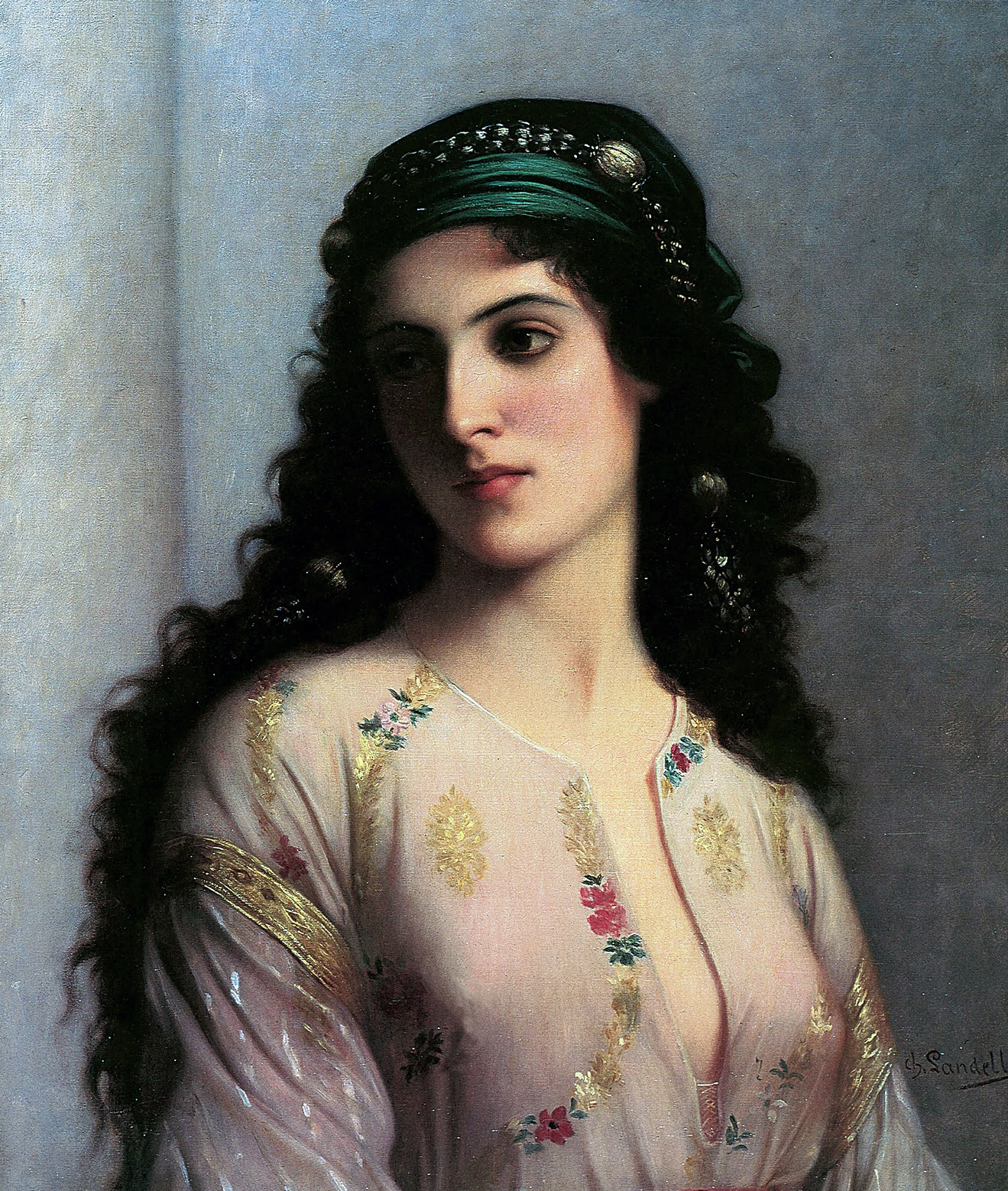
زن یهودی از طنجه، سال ۱۸۷۴ میلادی

در سال ۱۲۴۹، بخش اصلی بازپس‌گیری آندلس انجام شده بود. در دوران اعدام‌ها و آزار و اذیت یهودیان در سویل و مایورکای تحت کنترل اسپانیا، برخی از یهودیان سفاردی از اسپانیا پا به فرار گذاشتند و برخی به آفریقای شمالی رفتند. صد سال پس از آن، فرناندوی دوم، پادشاه آراگون و ایزابل یکم ملکه کاستیا فرمان الحمرا را صادر کردند، یک فرمان که دستور اخراج تمامی یهودیان از اسپانیا را می‌داد. در نتیجه موجی از یهودیان از اسپانیا در سال ۱۴۹۲ و موجی دیگر از یهودیان از پرتغال در سال ۱۴۹۶ به دستور مانوئل یکم، پادشاه پرتغال به سوی آفریقای شمالی و مراکش وارد شدند.
پس از شورش سال ۱۴۶۵ مراکش جمعیت بومی یهودیان مراکش تا حد زیادی کوچک شده بود. یهودیان مراکشی پس از سال ۱۴۶۵ و پس از کشتارها تحت کنترل وطاسیان آغاز به رشدی دوباره کرد. جامعه یهودیان مراکش پس از سال‌های ۱۴۹۲ و ۱۴۹۶ به علت اخراج یهودیان از اسپانیا رشد زیادی کرد و قدرت اقتصادی و فرهنگی یهودیان آنجا را افزایش داد. یهودیان سفاردی مهاجر از لحاظ اقتصادی از همتایان بومی خود بهتر بودند و در نتیجه، نخبگان تجاری دانشمند سفاردی به سرعت بر زندگی مشترک یهودیان در مراکش تسلط یافتند.

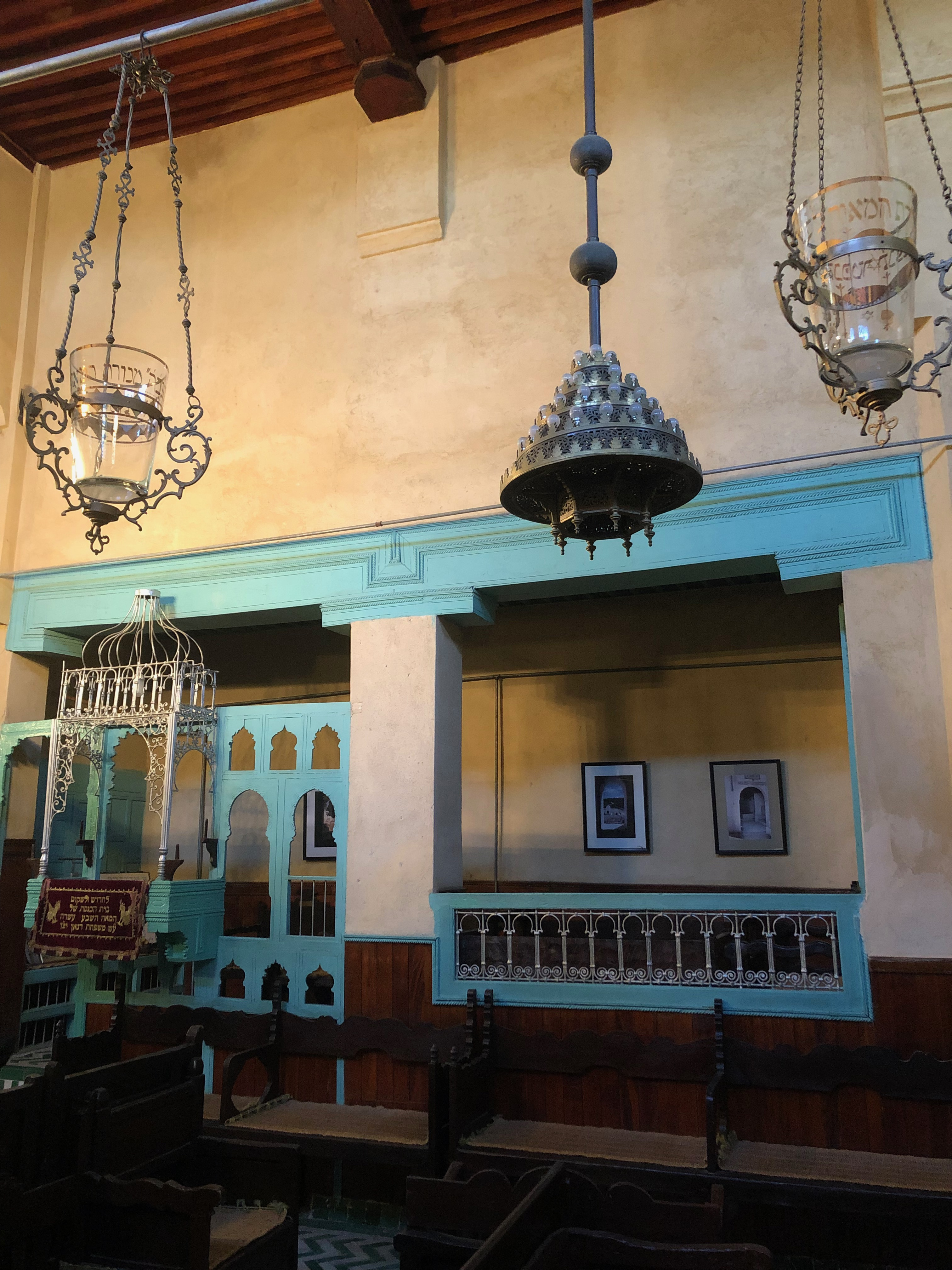
کنیسه ابن دانان در فاس

ورود پناهندگان یهودی اسپانیایی تغییرات مهمی را در زندگی در شهرها و در جامعه یهودی پیش از خودشان ایجاد کردند. زندگی یهودیان در داخل مراکش مسلمان تحت سلطه پلوتوسی سفاردی بود که تا زمان معاصر همچنان کنترل یهودی مراکش را حفظ می‌کرد. در حالی که بسیاری از تبعیدیان یهودی اسپانیایی به مراکش تا حدودی به دلیل ثروت نسبی خود توانستند با موفقیت در جامعه بزرگتر ادغام شوند، اما همچنان مشکل فقر در بین تبعیدیان تعداد قابل توجهی از پناهندگان یهودی را آسیب‌پذیر کرد. بسیاری از قحطی مردند و برخی به اسپانیا بازگشتند. بسیاری به فاس نیز فرار کردند اما بیش از ۲۰٬۰۰۰ نفر در بخش یهودی فاس از گرسنگی مردند.
در صافی، با اجازه پادشاه مانوئل اول، یهودیان اجازه زندگی در چنین شرایطی را داشتند. علاوه بر اصیله پس از ۱۵۳۳، که مدتها در اختیار پرتغالی بود.

### تحت چیرگی سعدیان
سعدیان یک دودمان اصالتاً عرب بودند که از سال ۱۵۵۴ تا ۱۶۵۹ بر مراکش حکومت کردند.
از سال ۱۵۰۹ تا ۱۵۵۴ فقط در جنوب مراکش حکم‌رانی می‌کردند و و هرچند که دودمان وطاسیان را به عنوان سلطان می‌شناختند، اما قدرت رو به رشد سعدیان باعث شد تا وطاسیان به آنها حمله کنند و پس از یک جنگ بلاتکلیف، حکومت آنها را بر جنوب مراکش در پیمان تادلا به رسمیت بشناسند.
حکم‌رانی سعدیان بر مراکش در سال ۱۵۵۴ و با نابود کردن وطاسیان در نبرد تادلا و حکومت سلطان محمد الشیخ آغاز شد. حکومت سعدیان در سال ۱۶۵۹ به پایان رسید.
تعداد زیادی از یهودیان تازه مهاجرت کرده از اسپانیا و پرتغال، که فرزندان آنها با وفاداری به استفاده از گویشهای اسپانیایی خود، لادینو و هاکتیا تا به امروز پایبند هستند و از نظر موفقیت از یهودیان مراکشی بومی مسن پیشی گرفتند و متعاقباً در تاریخ مراکش برجسته هستندبا مهارت خود در تجارت، هنر و صنایع دستی اروپا، یهودیان تاکنون که عمدتاً برای مراکشی‌ها ناشناخته بودند با داشتن ثروت خود از زمان آغاز حکم رانی دودمان علویان در سال ۱۶۶۶ به طرز آشکاری در ظهور و توسعه‌شان سهیم بوده‌اند. در اوایل حکومتشان سعدیان بسیار مذهبی بودند و با غیرمسلمان‌ها رفتار بسیار خشنی داشتنند. آن‌ها از جوامع یهودی مالیات بسیار سنگینی می‌گرفتند. زمانی که آنها اقتدار خود را در کشور تثبیت کردند، به تدریج مدارای بیشتری نسبت به اقلیت یهود نشان دادند. همانند وطاسیان پیشین، سعدیان آغاز به استخدام کردن یهودیان برای مقام‌هایی مانند فیزیکدان، دیپلمات و مترجم کردند. در حالی که مقامات به‌طور فزاینده ای با یهودیان دوستانه‌تر شدند، به سختی می‌توان همین مسئله را در مورد توده‌های مسلمان و همچنین سرداران محلی و دهیاران و فرمانداران گفت.

### تحت چیرگی رشید و اسماعیل بن شریف

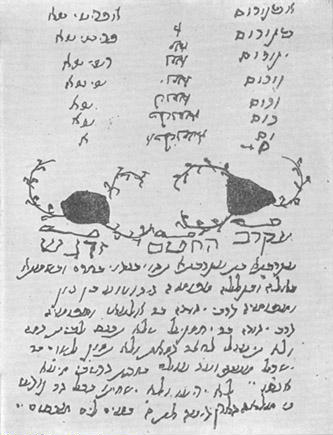
طلسم کابالایی ضد عقرب‌ها از مراکش

در دوران فتح‌های رشید بن شریف که او قسمت‌های مجزای مراکش را به عنوان یک کشور ثبت کرد و قصد انجام این کار با شمال غرب آفریقا را نیز داشت، یهودیان قربانی آزار و اذیت بسیار زیادی شدند. گفته می‌شود زمانی که رشید بن شریف شهر مراکش را فتح کرد، او دستور داد که مشاور یهودی و فرماندار شاهزاده حاکم ابوبکر و تمام خانواده‌اش به‌طور عمومی سوزانده شوند، تا وحشت را در میان یهودیان ایجاد کند. او همچنین کنیسه‌های زیادی را ویران کرد، یهودیان را از منطقه بربری سوس اخراج کرد و با آن‌ها ستمگرانه رفتار کرد. مالیات بر یهودیان بسیار بالا بود و او دستور جمع‌آوری مالیات را به یک یهودی ثروتمند به نام جاشوا بن هاموشت داد و او را به عنوان فرمانده یهودیان قرار داد.
در سال ۱۶۶۸، پس از حمله رشید ین شریف جامعه یهودی چائویا در فاس سکونت گزید. به آن‌ها سه روز وقت برای بیرون رفتن از شهر همراه به ربی‌شان دادند. آن‌ها حدود ۱۳۰۰ خانوار بودند که دارای ثروت زیادی بودند. پس از آنکه به فاس رسیدند، دارای کنیسه خود شدند.
وارث رشید برادرش یعنی اسماعیل بن شریف بود. زمانی که او سلطان شد، او جوزف تولدانی، پسر دانیال تولدانی پسر مشاور رشید بن شریف را برای صلح میان مراکش و هلند استخدام کرد. در دوران حکم‌رانی اسماعیل کنیسه‌های ویران شده بازسازی شدند، هرچند که مالیات او بر یهودیان ستمگرانه بود. یک روز او یهودیان را تهدید کرد که اگر نجات‌دهنده‌شان در یک زمان مشخص نرسد، آنها را وادار به پذیرش اسلام خواهد کرد. یهودیان منظور او را فهمیدند و غیرت خداپسندانه او را با مبلغ بسیار زیادی پول راضی کردند.یهودیان، که به عنوان باجگیر در کل ساحل خدمت می‌کردند، به اسماعیل لباس سواری طلایی به عنوان «هدیه» سالانه - انگیزه ای برای نگه داشتن آنها در مقامشان - و دوازده مرغ با روکش طلا به عنوان پرداخت مالیات برای کل جامعه یهودیان استفاده می‌دادند.
پس از سال ۱۷۰۰ فاس دیگر مانند سده‌های پیشین یهودیان را به خود جدب نکرد، در حالی که دیگران هنوز هم به ورود خود ادامه می‌دادند، سایر افراد اقامت خود را در فاس حفظ کردند، در حالی که وقت خود را در جای دیگری می‌گذراندند.
در سال ۱۷۰۳ جنجالی بین یهودیان چائویایی که ساکن فاس بودند برای بقیه جامعه یهود اتفاق افتاد. آنها از رهبران مشاغل خود خواستند که مالیات دولت به‌طور جداگانه برای آنها ارزیابی شود. به‌علاوه، آنها روابط بدی با بقیه افراد جامعه داشتند و سعی کردند توافق‌نامه‌های جداگانه ای با دولت تنظیم کنند.
این دو جامعه یهودی، یعنی یهودیان که از اسپانیا آمده بودند و یهودیان بومی سرانجام با یکدیگر ترکیب شدند. عربی زبان اصلی بود در حالی که آیین‌های منحصر به فرد اسپانیایی حفظ و انجام می‌شد. شمار افراد جامعه در سال‌های پسین دارای نوسان بودو دوران صلح نسبی و دوران اپیدمی و سختی‌های مختلف در پیش بود. به‌طور مثال، در سال ۱۷۲۳ یک خشکسالی ملاه را به یک مکان رها شده تبدیل کرد.

### در سده هجدهم

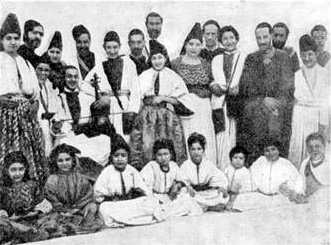
یهودیان فاس، سال ۱۹۰۰

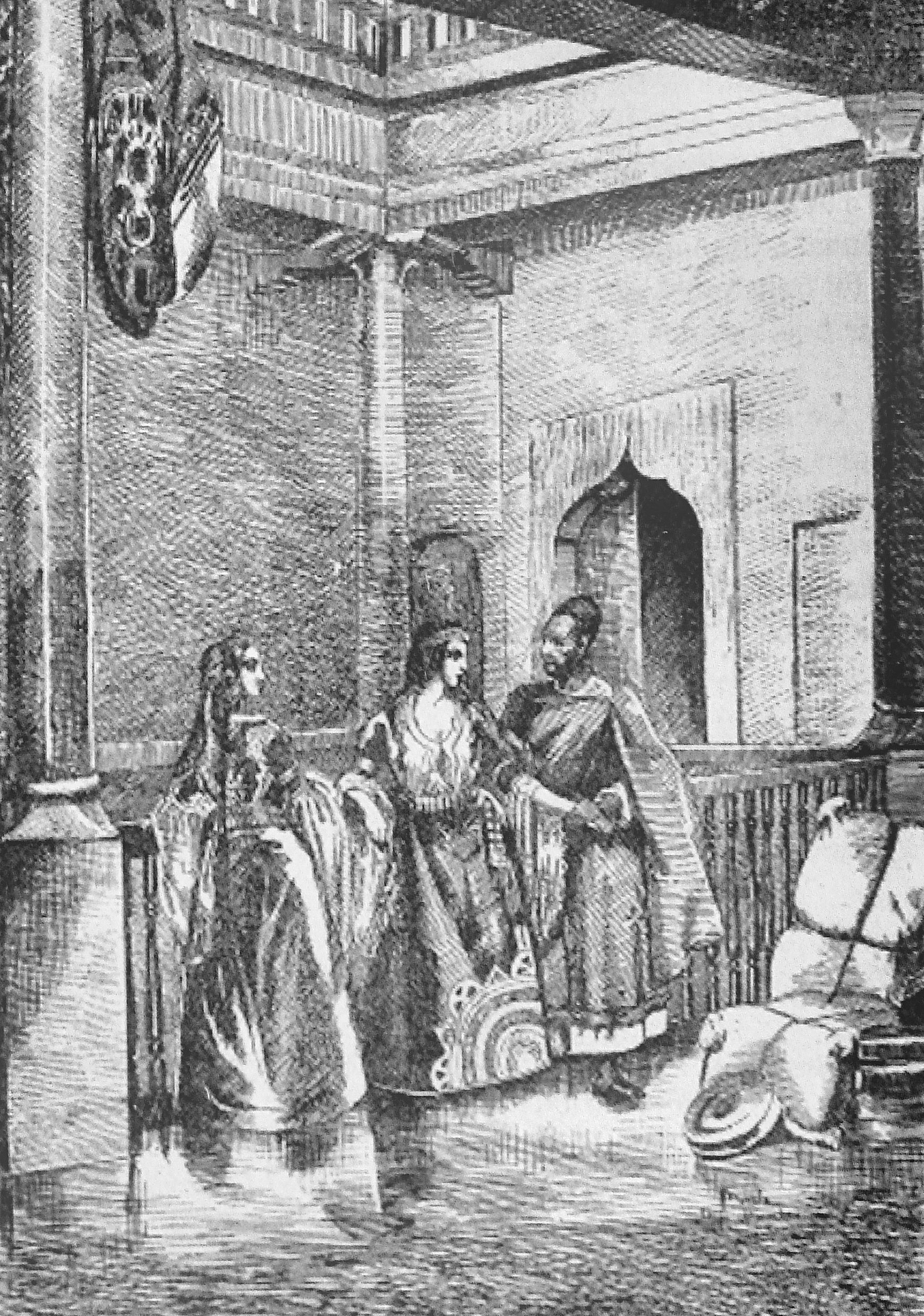
نقاشی یک خانه یهودی در صویره

شرایط یهودیان در دوران حکومت محمد بن عبدالله علوی (۸۹–۱۷۵۷) بدون تغییر ماند. محمد بن عبدالله علوی تلاش کرد که فرهنگ اروپایی را در پادشاهیش بپذیرد. مشاوران یهودی وی میان سال‌های ۱۷۷۶ و ۱۷۸۳ از طریق عملیات اطلاعاتی با کمک لوئیز د اونزاگا شناخته شده به عنوان «آشتی‌دهنده»، ماتیاس د گلوز ی گالاردو از طریق جزایر قناری و لوئیزیانا به ایالات متحده آمریکا یاری می‌رساندند.پسر بزرگ سلطان، مولای علی، فرماندار فاس، با پیشنهاد پدرش برای وضع مالیات بر آن شهر که به نفع دیگر برادرانش بود، مخالفت کرد و این مالیاتی بود که باید از طرف جامعه یهودیان پرداخته می‌شد. وی اظهار داشت که یهودیان فاس از پیش چنان فقیر بودند که قادر به تحمل مالیات کنونی نبودند و او مایل نیست که بدبختی آنها را بیشتر کند. وراثت تاج و تخت به یزید، زمان مرگ محمد بن عبدالله در سال ۱۷۸۹ به یک کشتار خشن ضد یهودیان ختم شد، زیرا آن‌ها از یزید در جنگ تاج و تخت حمایت نکردند. برای مجازاتشان، او یهودیان ثروتمندتر در شهر تطوان به دم اسب‌ها بسته شدند و در شهر کشیده شدند. بسیاری کشته یا دزدیده شدند. به زنان یهودی تجاوز کردند. مشاور اسپانیایی، سلمان هازان به علت خیانت ادعایی اعدام شد و یهودیان شهرهایی مانند طنجه، اصیله و آلکازارکویر به پرداخت مقدار زیادی پول وادار شدند. الیاس، وزیر پادشاه پیشین، که همیشه در مجلس با یزید مخالفت می‌کرد، به سرعت اسلام را پذیرفت تا از آزار و اذیت و اعدام شدن فرار کند. او کمی پس از آن درگذشت. ستمگری شکنجه‌گران در فاس به اوج خود رسید. در رباط و مکناس با یهودیان بسیار بدرفتاری می‌شد. دز صویره، درگیری میان یهودیان و حاکم شهر و مردم مراکشی شهر بالا گرفته بود. سرانجام یهودیان موظف شدند که ۱۰۰٬۰۰۰ پیاستر و اندازه ۳ کشتی باروت بدهند و بیشتر آنها دستگیر شدند و تا زمانی که پراخته شوند هر روز مورد ضرب و شتم قرار می‌گرفتند. برخی‌ها به مناطقی مانند جبل‌الطارق و نزدیک فرار کردند و برخی دیگر اسلام را پذیرفتند. سپس برخی از افراد مشهور و توده‌های مسلمان برای مداخله از طرف یهودیان برخاستند. آنها بسیاری از یهودیان را در خانه‌هایشان اسکان دادند و پنهان کردند و بسیاری از آنها را نجات دادند. در رباط حاکم آنجا جامعه یهودیان را نجات داد.
از نیمه دوم این سده، سفرهای مختلفی وجود دارد که اطلاعاتی دربارهٔ موقعیت خارجی یهودیان می‌دهد. به‌طور مثال در «شنیر» گفته شده‌است که:
«یهودیان نه مالک زمینی هستند نه باغی. آنها فقط می‌توانند لباس‌های سیاه بپوشند و مجبورند از کنار مساجد یا خیابان‌هایی که در آن نیایشگاه است پابرهنه راه بروند. حتی پایین سطح‌ترین مورو تصور اینکه می‌تواند با یک یهودی بدرفتاری کند را داشت، زیرا فکر می‌کرد که قرآن طرف مسلمانان را می‌گیرد. علیرغم این وضعیت ظلم، یهودیان مزایای بسیاری نسبت به موروها دارند: آنها روح تجارت را بهتر درک می‌کنند. آنها مانند کارگزاران و دلالان عمل می‌کنند، و با حیله‌گری خود و ناآگاهی موروها سود می‌برند. در معاملات تجاری بسیاری از آنها کالاهای کشور را خریداری می‌کنند تا دوباره بفروشند. برخی مکاتبات اروپایی دارند. بقیه کارهای فنی می‌کنند، مانند زرگرها، خیاط‌ها، اسلحه سازها، آسیاب‌ها و سنگ تراشان. یهودیان که زحمتکش و ماهرتر و آگاهتر از موروها هستند، توسط امپراتور برای دریافت گمرک، سکه زدن و تمام کارهایی که سلطنت با بازرگانان اروپایی داشت و برای مذاکره با انواع سلطنت‌های اروپایی استخدام می‌شدند.»

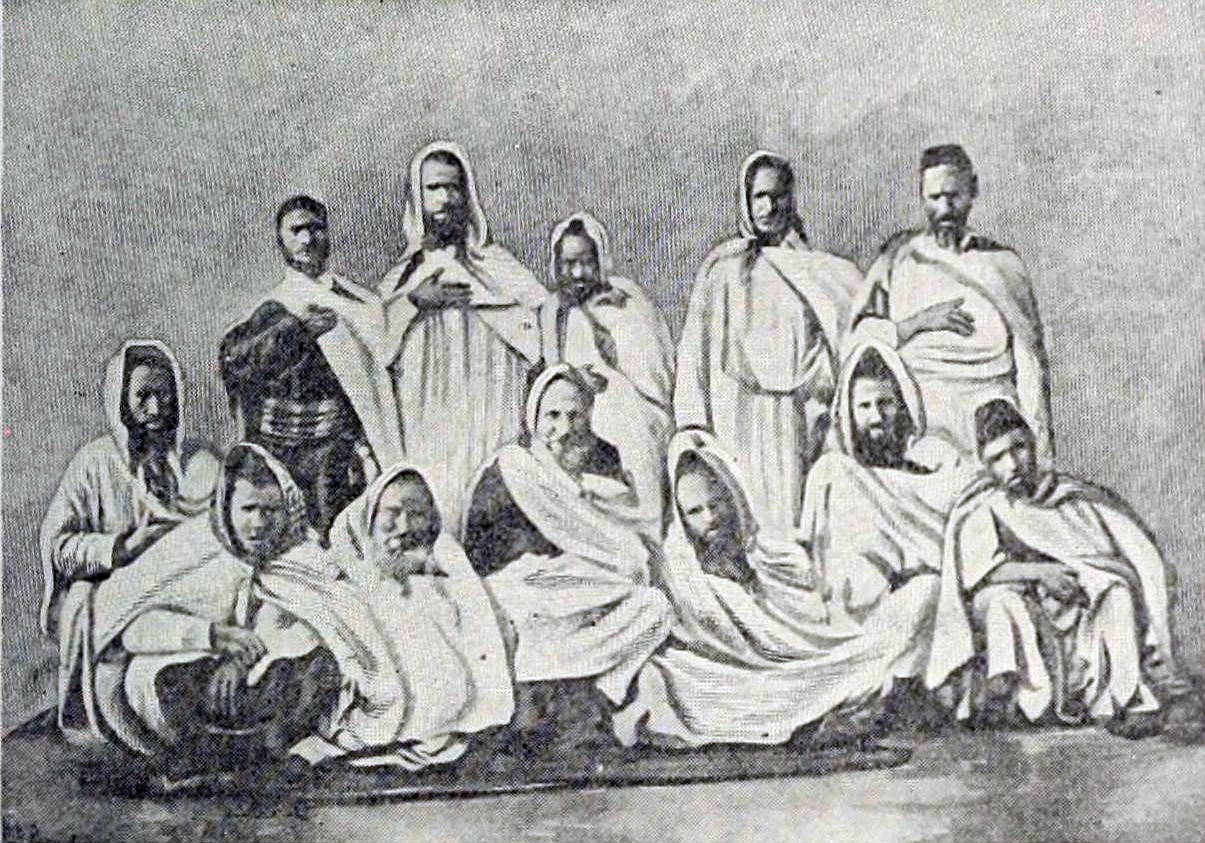
یهودیان بربر در رشته کوه اطلس، سال ۱۹۰۰

در واقع، تعداد زیادی از این مقامات، مذاکره کنندگان، خزانه داران، مشاوران و مدیران یهودی در مراکش دارای مقام بودند، و اروپایی‌ها تمایل دارد آنها را «وزیر» بنامد، اما در واقع حاکم فقط از آنها به عنوان واسطه برای اخاذی پول از مردم استفاده می‌کرد و به محض پایان سودرسانی‌اشان مقام از آنها گرفته می‌شد. آنها بیشتر یهودیان اسپانیایی بودند که هوش، ذکاوت، آموزش و دولتمردیشان آنها را به این مقامات رسانده بود. این راه را همکیشانشان تا سده ۱۹ام و آخرین قرد قدرتمند، یعنی ماسدو بن لاهو، که نخست‌وزیر و نماینده سلطان در روابط خارجی بود به پیش بردند. هرچند آنها نتوانستند مقامات و موقعیت خود را قوی تر کنند و همینکه می‌توانستند در دربار سلطان باقی بمانند بسیار سخت بود.
یک رخداد دیگر در دو سال میان ۹۲–۱۷۹۰ باعث کاهش جمعیت یهودیان شد در دوران کوتاه حکومت ملوی یزید بود که دستور تخلیه محله ملا را داد و آنها را مجبور کرد که به قصبه شرارده، یعنی آن طرف شهر فاس اسکان کنند. جمعیت یهودیان ملا در این زمان بسیار کم بود و هرگز نتوانست به جمعیت پیشین خود بازگردد. مسجدی در محل کنیسه اصلی ساخته شد و به دستور یزید، از سنگهای مقبره نزدیک قبرستان یهودیان برای ساخت مسجد استفاده شد و خود قبرستان به همراه استخوان‌های خاخام‌ها به ورودی محله مسلمانان منتقل شد. این اخراج برای دو سال بیشتر طول نکشید و پس از مرگ یزید، قاضی فاس دستور خراب کردن مسجد را داد و یهودیان توانستند به محله قدیمی خود بازگردند.

### در سده نوزدهم

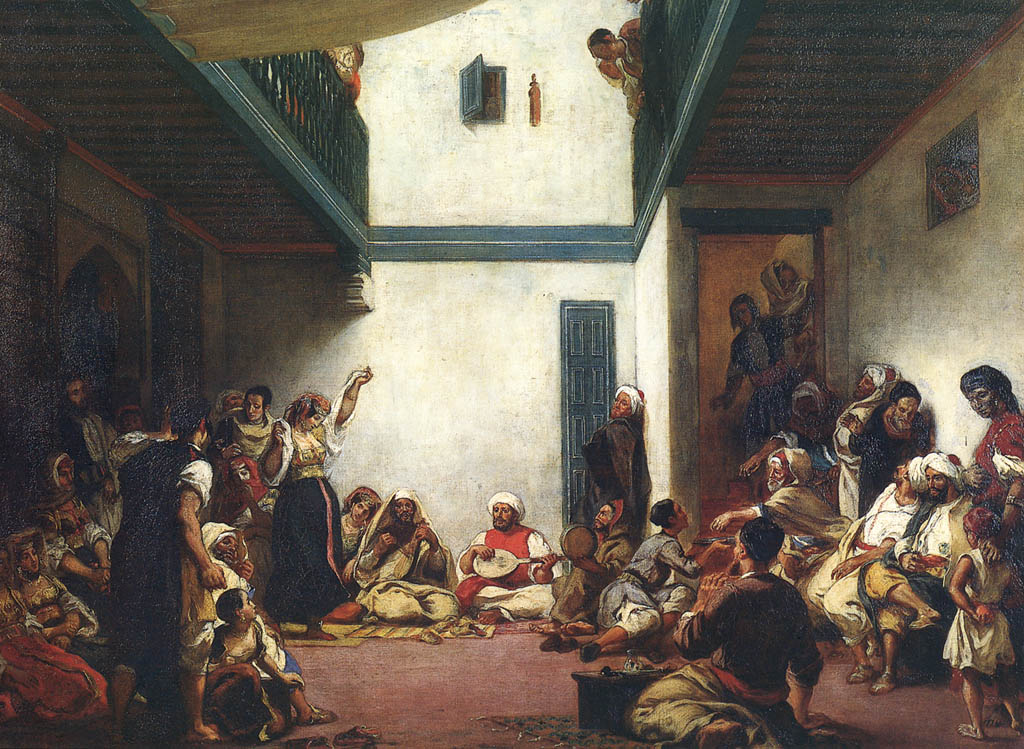
عروسی یهودیان در مراکش، اثر اوژن دولاکروا ،۱۸۳۹ موزه لوور، پاریس

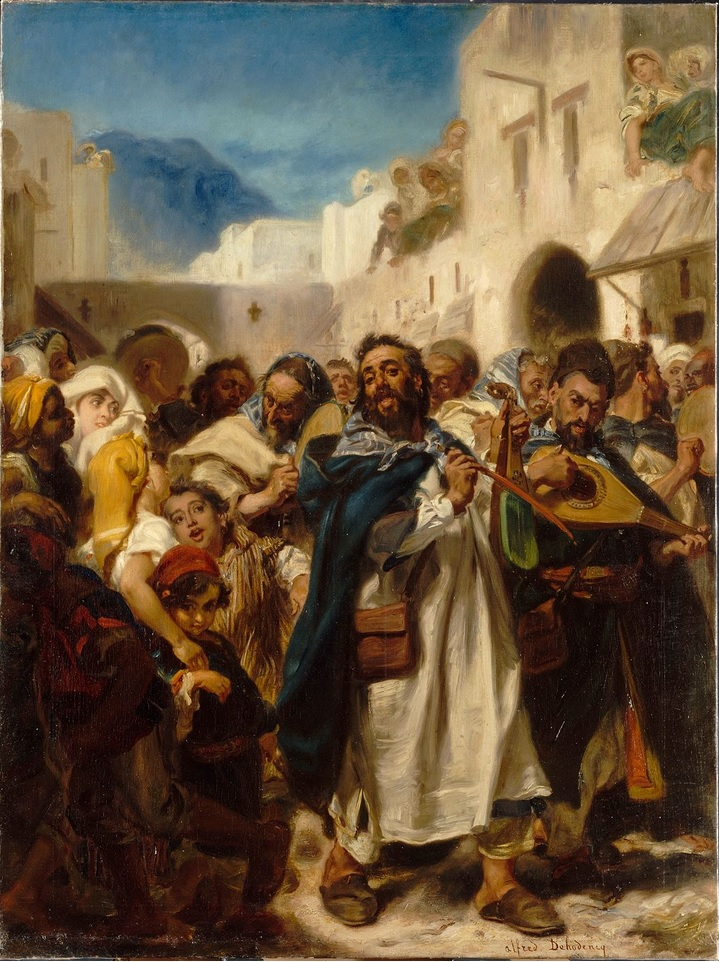
عروسی یهودیان در تطوان، سال ۱۸۶۵ در موزه هنر و تاریخ یهودیان پاریس

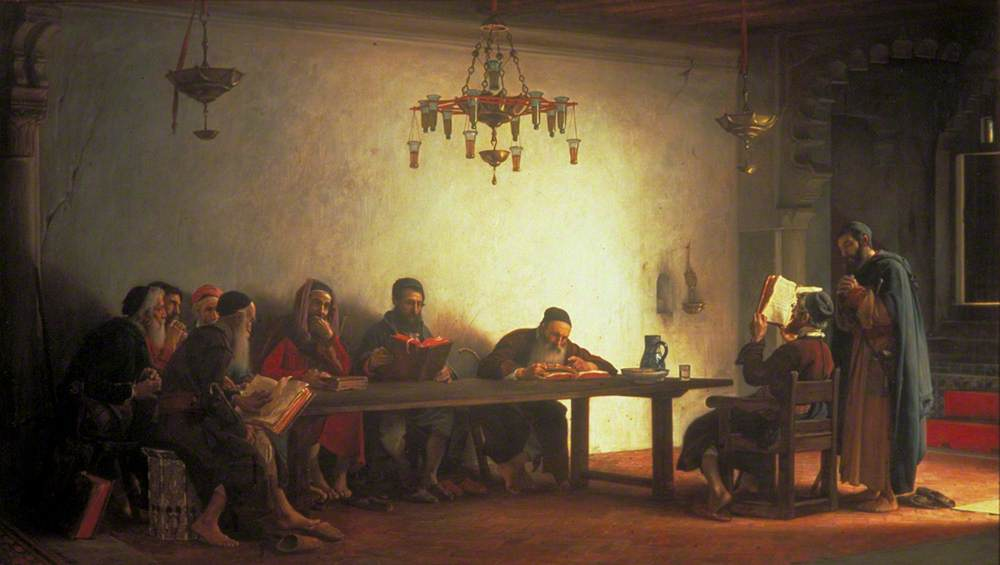
خواندن کتاب مقدس توسط خاخام‌ها اثر ژان-ژول-آنتوان لوکوم دو نویی ۱۸۸۲

در سده ۱۹ام، که در کشورهای زیادی برای یهودیان آزادی و رهایی به وجود آورد، نتوانست شرایط یهودیان در مراکش را تغییر دهد اما میان آنها اختلافات درست کرد و مشکلات جدیدی را در راه داشت. در میانه سده ۱۹ام، توسعه تجارت و نفوذ اقتصادی اروپایی‌ها بسیاری از یهودیان ساکن در بندرها شمالی را ثروتمند کرد، اما به یهودیان درون سرزمینی مراکش بسیار ضرر زد، چون کالاهای صنعتی اروپا از کالاهای دست‌ساز یهودی در تجارت پیشی گرفته بود. به همین خاطر یهودیان درون مراکش آغاز به مهاجرت به شهرهای ساحلی مانند صویره، الجدیده ،اسفی. کازابلانکا برای فرصت‌های اقتصادی و تجارت با اروپاییان مهاجرت کردند و به توسعه این شهرها کمک کردند. برخی از مهاجران فقیرتر به سختی با شغل‌هایی مانند مغازه‌داری، دست‌فروشی، گدایی و صنعت‌گری زنده می‌ماندند.
بی‌ثباتی و تفرقه و چنددستگی در مراکش، آتش کشمکش‌ها را شعله‌ور ساخت، آتشی که معمولاً یهودیان قربانی‌اش بودند. جنگ فرانسه و مراکش در سال ۱۸۴۴ برای یهودیان بدبختی و دردسرهای جدیدی به بار آورد، به خصوص یهودیانی که در صویره بودند. زمانی که  جنگ یکم مراکش و اسپانیا در ۲۲ سپتامبر ۱۸۵۹ رخ داد، محله یهودیان در شهر تطوان ویران شد و بسیاری از یهودیان تطوان به شهرهایی مانند کادیس و جبل‌الطارق فرار کردند.

#### اتحادیه جهانی آلیانس
حادثه‌ای که در نبرد تطوان در سال ۱۸۶۰ رخ داد، توسط مطبوعات یهودی سراسر اروپا پوشش داده شد و به یک تلاش جهانی به نام «صندوق امداد مراکشی» منجر شد. آزار و اذیت یهودیان مراکشی یکی از انگیزه‌های بنیان‌گذاری نهاد اتحاد جهانی آلیانس (AIU) در سال ۱۸۶۰ بود. اتحاد جهانی آلیانس یک سازمان جهانی یهود بنیان‌گذاری شده در پاریس است که برای برابری اجتماعی و سیاسی یهودیان و پیشرفت اقتصادی در سرتاسر جهان کار می‌کند.
مراکش یکی از کشورهایی بود که این اتحادیه در آن بسیار فعال بود. آن‌ها اولین مدرسه‌شان در مراکش را در تطوان در سال ۱۸۶۲ باز کردند و پس از آن در شهرهای طنجه (۱۸۶۴)، صویره (۱۸۶۶) و اسفی (۱۸۶۷) نیز مدارس خود را ساختند. به مرور زمان، آنها ۸۳ مدرسه در مراکش بازگشودند، بیش از هرجایی در جهان.
به مرور زمان، اتحادیه در مراکش با اثر استعماری فرانسه گره خورده بود.

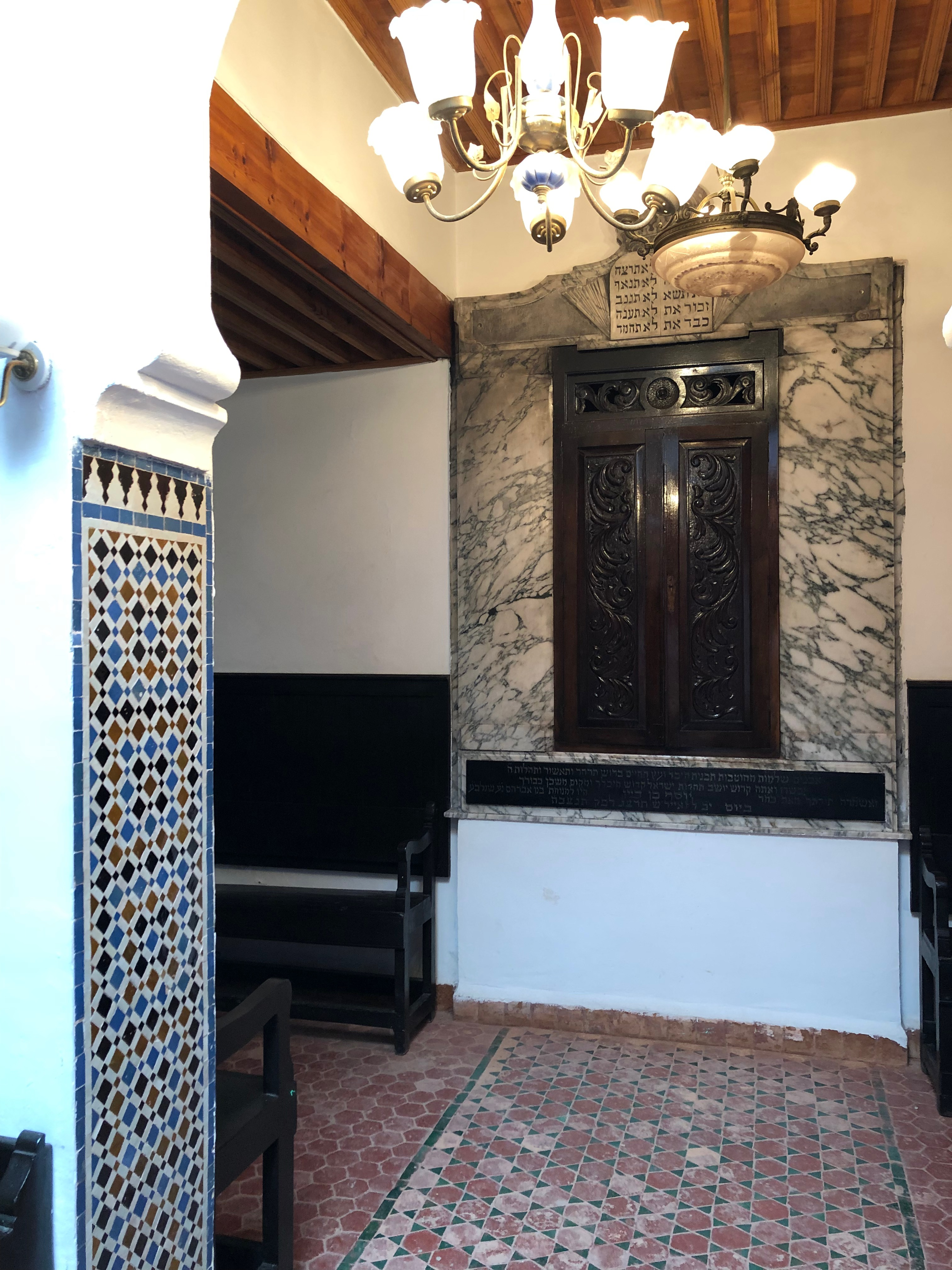
کنیسه اسحاق بن والد در تطوان

هرچند که AIU در بالا بردن مقام سیاسی یهودیان در مراکش شکست خورده بود، اما موفق شد که به اقلیت قابل توجهی از آنها آموزش‌های مدرن فرانسوی زبان ارائه دهد و آنها را در فرهنگ فرانسوی جا بدهد. این شامل تغییر شکل بسیاری از هنجارهای جنسی میان یهودیان مراکشی بود. برای سده‌های متمادی، یهودیان و مسلمانان آداب و رسوماتی چون چند همسری، تفکیک جنسیت، سنین اولیه ازدواج زنانه و تحمل عشق مردان به پسران جوان را مشترک داشتند که در تضاد با نسخه‌های کتاب مقدس یهودی و اسلامی بود. اتحادیه تلاش کرد تا الگوهای ازدواج و اشکال خانوادگی یهودیان مراکشی را اروپایی کند، با روسپیگری مبارزه کرد، پوشش‌های سنتی زنان یهودی را از بین برد و استفاده از آنچه که آن را بی بند و باری و گرایش‌های همجنس گرایانه مردان یهودی می‌دانستند برای اروپایی کردن استفاده کرد. به گفته یک انجمن از اتحادیه در شهر طنجه، این تغییرات نیاز داشتند که آداب و رسوم یهودی «از روحیه مسلمانان جدا شود» بنابراین، همانند دیگر فعالیت‌های انجمن؛ آنها تلاش کردند یهودیان را از یک هویت متحد مراکشی دور نگه دارند. لیوای کوهن، اولین روزنامه فرانسوی زبان را در مراکش به نام Le Reveil du Maroc را در سال ۱۸۸۳ آغاز کرد تا زبان فرانسوی را میان هم کیشان خود گسترش دهد.

#### مهاجرت به آمریکای جنوبی
از سده ۱۹ تا سال ۱۹۱۰، نزدیک به ۱۰۰۰ خانوار یهودی مراکشی به آمازون، شمال برزیل در دوران هجوم کائوچوی آمازون مهاجرت کردند.

### در سده بیستم

#### مراکش تحت حمایت فرانسه
وضعیت یهودیان مراکش پس از بنیان‌گذاری قیومت فرانسه در سال ۱۹۱۲ بر مراکش بهتر نشد. برخلاف یهودیان در الجزایر که بر اساس فرمان کرمیو شهروندی فرانسه را به دست آوردند، سلطه فرانسه بر مراکش به قیمت حقوق و محافظت‌هایی که پیش از این از یهودیان می‌شد تمام شد و آن‌ها به مقام "indigènes" یاًبومیان" در کنار هم‌وطنان مسلمانان بازگشتند.
در سال ۱۹۱۲ در دوران شورشی که باعث نقص شدن پیمان فاس شد، هزاران سرباز شورشی مراکشی ملاح شهر فاس را غارت و ویران کردند، و کمی پس از آنکه نیروهای توپخانه فرانسوی محله ملاه را محاصره کردند، متوقف شدند. بیش از ۵۰ یهودی کشته شدند و خانه‌ها و مغازه‌ها ویران شدند. از این رخدادها به عنوان «روزهای خونین فاس» یاد می‌شود.
به عنوان یک جامعه، یهودیان مراکشی تعداد زیادی از فرزندان خود را برای تحصیل در فرانسه می‌فرستادند، مخصوصاً به کانون‌ها و انجمن‌هایی مانند اتحاد جهانی آلیانس. آن‌ها ۲ یا ۳ نسل پیش از مسلمانان مراکش این کار را انجام دادند. با این حال، در دهه ۱۹۳۰، تعداد زیادی از مسلمانان مراکشی نیز آغاز به فارغ‌التحصیلی از مدارس آموزش داده شده به زبان فرانسوی کردند و خواستار دسترسی به موقعیت‌ها و مقاماتی بودند که پیش از آن توسط شهروندان فرانسه و یهودیان مراکشی در مشاغل تحت مالکیت فرانسه و در دولت استعمار اداره می‌شد.

#### جنگ جهانی دوم
در سال ۱۹۴۰، ژنرال چارلز نوگوئز فرمان‌های ضدیهودی سراسر مستعمرات فرانسه ویشی را اجرا کرد و یهودیان را از مقامشان منع کرد. محمد پنجم مراکش درخواست دولت ویشی را برای ارسال یهودیان مراکش به اروپا برای نسل‌کشی را رد کرد و برای سرکشی، تمام خاخام‌های یهودی را به جشن‌های سلطنتی در سال ۱۹۴۱ دعوت کرد. هرچند، دولت فرانسه چندین قانون ضدیهودی برخلاف تصمیمات سلطان پایه‌گذاری کرد.به‌طور مثال، لئون سلطان از حزب کمونیست مراکش خلع شغل شد.
این قوانین نژادپرستانه تأثیر منفی بر یهودیان مراکش گذاشت و آنها را در موقعیتی قرار داد که «میان اکثریت مسلمان بی‌تفاوت و یک طبقه مهاجر یهودی‌ستیز» گیر افتاده بودند.

#### پس از جنگ جهانی دوم
در سال ۱۹۴۸، حدوداً ۲۶۵٬۰۰۰ یهودی در مراکش زندگی می‌کردند. امروزه ۲٬۵۰۰ یهودی بیشتر در کازابلانکا و دیگر شهرها مانند فاس زندگی می‌کنند.
در ژوئن ۱۹۴۸ پس از اینکه اسرائیل پایه‌گذاری شد، همزمان با جنگ اعراب و اسرائیل، در وجده و جراده ضد یهودیان شورش‌هایی شد که حدود ۴۴ یهودی کشته شدند. در سال‌های ۱۹۴۸–۹ ،۱۸٬۰۰۰ یهودی مراکش را برای اسرائیل ترک کردند. پس از این، مهاجرت یهودیان به اسرائیل یا مکان‌های دیگر ادامه داشت اما روند آن کند شد. در اوایل دهه ۱۹۵۰ بسیاری از نهادهای صهیونیست یهودیان را تشویق به مهاجرت کردند، مخصوصا در جنوب کشور که فقیرتر بود. برای آن‌ها یهودیان مراکشی یک منبع بسیار خوبی برای نیروی کار بودند. از سال ۱۹۴۸ بسیاری از یهودیان فاس را ترک کردند. برخی به اسرائیل و برخی به فرانسه و کانادا مهاجرت کردند. در دهه‌های ۱۹۵۰ و ۱۹۶۰ هنوز بسیاری از نهادها و کانون‌های یهودی همانند اتحاد جهانی آلیانس فعال بودند اما پس از آن به علت جمعیت کم یهودیان بسته شدند.
در سال ۱۹۵۶، مراکش کشوری مستقل شد. یهودیان چندین مقام سیاسی مخلف را اشغال کردند، مانند سه عضو از پارلمان مراکش و وزارت پست و تلگراف. هرچند، شمار مهاجران به اسرائیل از ۸٬۱۷۱ نفر در سال ۱۹۵۴ به ۲۴٬۹۹۴ نفر در سال ۱۹۵۵ رسید و در سال ۱۹۵۶ نیز بیشتر شد. در آغاز سال ۱۹۵۶، تا سال ۱۹۶۱ مهاجرت به اسرائیل غیرقانونی بود هرچند به صورت غیرقانونی مهاجرت ادامه داشت. در سال ۱۹۶۱، دولت قوانین مهاجرت به اسرائیل را به عنوان بخشی از توافق‌نامه با اسرائیل که مستلزم پرداخت به مراکش برای هر یهودی که کشور را برای اسرائیل ترک می‌کند بود، آسان‌تر کرد. زمانی که سلطان محمد پنجم درگذشت، یهودیان و مسلمانان در کنار یکدیگر در روز ملی سوگواری شرکت کردند. در سه سال پس از آن، بیش از ۸۰٬۰۰۰ یهودی به اسرائیل مهاجرت کردند. در سال ۱۹۶۷ در کل ۶۰٬۰۰۰ یهودی در مراکش زندگی می‌کردند.
جنگ شش‌روزه در سال ۱۹۶۷ منجر به تنش‌های میان اعراب و یهودیان در سراسر دنیا و مراکش بود. در سال ۱۹۷۱، جمعیت یهودی مراکش ۳۵٬۰۰۰ نفر بود هرچند که موج مهاجران این دفعه به سمت اروپا و آمریکای شمالی رفت نه به سمت اسرائیل. برای زمانی فرانسه مقصد خاص یهودیان مراکشی دارای تحصیلات اروپایی بود و آن‌ها در فرانسه دارای فرصت‌های اقتصادی زیادی بودند. یک تحقیق دربارهٔ دو برادر یهودی مراکشی که یک نفر از آن‌ها در اسرائیل و دیگری در فرانسه سکونت گزید، نشان می‌دهد که ۲۸٪ یهودیان که در فرانسه سکونت گزیدند مدیر، بازرگان یا متخصص شدند اما این شمار در اسرائیل با ۱۳٪ بسیار کمتر بود. یهودیان مراکشی در اسرائیل در کل پویایی کمتری داشتند. در سال ۱۹۶۱، ۵۱ درصد از آن‌ها در طبقه کارگر بودند و در سال ۱۹۸۱ به ۵۴ درصد رسید.

### سده بیست و یکم
با وجود شمار کمی که دارند، یهودیان نقش مهمی را در مراکش بازی می‌کنند. پادشاه مراکش یک مشاور ارشد یهودی به نام اندره آزوله دارد. آن‌ها به خوبی در تجارت و تا حدودی در فرهنگ و سیاست شناخته شده هستند. مدارس یهودی و کنیسه‌ها از دولت یارانه می‌گیرند. با این وجود یهودیان هدف بمب‌گذاری‌های سال ۲۰۰۳ در کازابلانکا بودند. درخواست پادشاه حسن دوم برای بازگشت یهودیان به مراکش تا حد عمده‌ای نادیده گرفته شده‌است.
در سال ۲۰۰۴ شهر مراکش جمعیت کهنسالی از ۲۶۰ نفر یهودی داشت که بیشترشان بالای ۶۰ سال سن داشتند و در کازابلانکا حدود ۳٬۰۰۰ تا ۴٬۰۰۰ یهودی زندگی می‌کردند. بر اساس یک آمارگیری در سال ۲۰۱۴ گفته می‌شود که حدود ۲٬۵۰۰ یهودی در مراکش زندگی می‌کنند. در آمارگیری سال ۲۰۱۸ جمعیت یهودیان ۲٬۲۰۰ نفر تخمین شده‌است. در همین حال، کشور اسرائیل حدود ۱٬۰۰۰٬۰۰۰ نفر یهودی با اجداد مراکشی دارد که شامل ۱۵٪ جمعیت کلی می‌شود.
در سال ۲۰۱۳ مشخص شد که یک روند رو به رشد میان خانواده‌های یهودی در مراکش وجود دارد که به قصد گرفتن شهروندی اسرائیل فرزندان خود را به اورشلیم، اسرائیل و تحصیل در دانشگاه فن‌آوری اورشلیم می‌فرستند. بیشتر این دانشجویان در اسرائیل می‌مانند و شهروندی و اقامت می‌گیرند. در مقابل، بخش کوچکی از جنایتکاران اسرائیلی به مراکش فرار کرده و در آنجا ساکن شده‌اند و از نبود روابط دیپلماتیک میان دو کشور در آن زمان سوء استفاده کردند. هرچند بیشتر این جنایتکاران یهودی مراکشی نیستند. در حال حاضر یهودیان زیادی در مراکش هستند که فرزندان خود را با سنت‌های یهودی به بار می‌آورند و بسیاری از آن‌ها به مدارس اتحاد جهانی آلیانس می‌روند. هرچند بسیاری از این دانش‌آموزان تحصیلات بالاتری را برای مهاجرت و رفتن از مراکش دنبال می‌کنند.